# La bambola di pezza (film 2022)
La bambola di pezza è un cortometraggio del 2022 diretto da Nicola Conversa.
Il film è stato distribuito in esclusiva su RaiPlay con l'opzione dell'audiodescrizione e sottotitoli e versione LIS realizzata da Rai Pubblica Utilità a partire dal 6 settembre 2022, in contemporanea alla proiezione ufficiale alla 79ª Mostra internazionale d'arte cinematografica di Venezia.
Il tema affrontato è quello del grooming, cioè l'adescamento online attraverso il quale il cyber predatore, con l'obiettivo di realizzare attività di natura sessuale o di sfruttamento di vario tipo, sviluppa una relazione intima e duratura con una giovane vittima inconsapevole.
La canzone Insulti è di Carl Brave, mentre l'artwork è di Josephine Yole Signorelli.

## Trama
Mia è una ragazza di 15 anni che si è da poco lasciata con il fidanzato e che conosce online un ragazzo di 17 anni, Tommaso: i due sembrano avere molte cose in comune, come il fatto di essere orfani di padre, e dopo qualche giorno di conversazioni si scambiano i numeri di telefono. Durante una chiamata, Tommaso chiama Mia «bambolina», cioè il nomignolo che il padre della ragazza usava per la figlia, e le chiede di spogliarsi, ma si rimangia le parole quando capisce di averla turbata; tuttavia Mia lo richiama, gli dice che si fida di lui e gli manda un video in cui si spoglia, chiedendogli comunque di cancellarlo non appena lo vedrà.
Trascorrono alcuni mesi e arriva il compleanno di Mia, che abbandona il gruppo whatsapp delle amiche e discute con sua cugina Silvia perché da tempo è "sparita" e tutto ruota intorno a Tommaso. Intanto quest'ultimo invita la ragazza a casa sua, che è libera perché sua madre è al lavoro, le regala una bambola di pezza e la bacia. Mia aveva detto a Tommaso che voleva essere fotografata da lui, così il ragazzo si allontana per un momento. Rimasta sola, Mia si guarda intorno e trova casualmente un documento da cui scopre che il vero nome del ragazzo è Diego e che in realtà è molto più grande di età; oltretutto squilla il telefono che aveva lasciato sul tavolo, e scopre che suo padre è vivo. Quando Diego torna, Mia lo affronta e cerca di andarsene, ma lui la ferma e le ruba il telefono, minacciandola di umiliarla pubblicando i video e le foto intime che gli ha mandato — e che evidentemente ha tenuto per sé nonostante le richieste di eliminarli — prendendosi perfino gioco del padre di Mia.
Mia si sente costretta ad accontentarlo, ma quando Diego le chiede di spogliarsi gli dà un calcio e si rinchiude in una stanza. Diego bussa con rabbia alla porta ma viene sorpreso dalla madre Amelia, che come il padre aveva provato a telefonargli per fargli sapere che sarebbe tornata a casa prima; avendo capito che qualcun altro è entrato in casa, Mia inizia a gridare. Diego cerca inutilmente di scacciare sua madre, ma quando Amelia trova Mia, lui tenta di addossare la colpa alla ragazza dicendo che ha fatto tutto lei. Amelia telefona alla polizia.
Qualche tempo dopo, in una trasmissione radiofonica, Amelia ammette di aver fallito come criminologa, psicologa e madre, ma che non può permettersi di fallire anche come donna, per questo ha deciso di denunciare suo figlio: perché fatti come questi non debbano mai più essere assecondati. Amelia invita Mia a raccontare la sua storia.

## Riconoscimenti
2022 - La realtà che non esiste
- Film vincitore dell'edizione